# Michelle Ford
Michelle Ford, po mężu Eriksson (ur. 15 lipca 1962 w Sydney) – australijska pływaczka, dwukrotna medalistka olimpijska z Moskwy.
Zawody w 1980 były jej drugimi igrzyskami, debiutowała cztery lata wcześniej w wieku 14 lat. W 1980 zwyciężyła na dystansie 800 metrów stylem dowolnym i była trzecia na 200 metrów motylkiem. Pobiła dwa rekordy świata na dystansie 800 m kraulem. Zwyciężała na igrzyskach Wspólnoty Narodów na dystansie 200 metrów motylkiem w 1978 i 1982. Stawała na podium tych zawodów na innych dystansach, była mistrzynią kraju.
W 1994 została przyjęta do International Swimming Hall of Fame.